# 大龙街道 (玉屏县)
大龙街道，原为大龙镇，是中华人民共和国贵州省铜仁市玉屏侗族自治县下辖的一个乡镇级行政单位。2018年12月，撤销大龙镇行政建制，设置大龙街道和麻音塘街道。新设置的大龙街道辖大龙堡村、大屯村、清水塘村、鲢鱼塘村、南宁村，大龙镇街道居委会、大龙社区第一居委会、大龙社区第二居委会、大龙社区第三居委会，街道办事处驻大龙堡村(原大龙镇人民政府驻地)。新设置的麻音塘街道辖马面村、一心村、路良村、祥查村、九龙村、双龙村、草坪村、架枧村、麻音塘村、三寨村、蔡溪村、胜利村、抚溪江村、前龙村，街道办事处驻草坪村。

## 行政区划
大龙街道下辖以下地区：
街道社区、大龙社区管理局第一社区、大龙社区管理局第二社区、大龙社区管理局第三社区、大龙堡村、大屯村、南宁村、鲇鱼塘村和清水塘村。